# Уна (Дагестан)
Уна(рут. Уна) — село в Рутульском районе Дагестана. Согласно уставу МО «Рутульский район» входит в состав Шиназского сельсовета.

## Географическое положение
Расположено в долине реки Шиназчай на южном склоне Самурского хребта, в 15 км к северо-западу от районного центра села Рутул.

## Население
| 1895 | 1926 | 1939 | 1970 | 2002 | 2010 | 2021 |
| ---- | ---- | ---- | ---- | ---- | ---- | ---- |
| 77   | ↗87  | ↗90  | ↘16  | ↘0   | →0   | ↗14  |

Село покинуто в 90-е годы. Бывшее рутульское село.

## История
В 2013 году специалистами института археологии ДНЦ РАН было осуществлено обследование заброшенного поселения Уна в шиназской долине.
Основной целью обследования было установление факта наличия штольни (в народе называется «унад пещера»), где осуществлялась добыча медьсодержащей руды в бронзовом веке.
Результаты количественного химического анализа отобранных проб из штольни, проведенные в аттестованной лаборатории, показали высокое содержание меди, а также железа, хрома, никеля. Попутно в Уна были обследованы также развалины поселения, развалины крепости, расположенной на вершине холма, развалины оборонительных сооружений крепости и проложенная к крепости винтовая лестничная дорога, старые кладбища на двух участках, разные надмогильные строения, святые места с различными сооружениями.
Установленный археологами на основе подъемного материала возраст поселения Уна составляет более 7000 лет.
На сегодняшний день это единственная известная в Дагестане штольня, откуда осуществлялась добыча руды, содержащей медь. До сих пор в Дагестане находили бронзовые изделия местного производства бронзового века, остатки печей, где осуществлялась выплавка руды и отдельные детали печей, способствующих интенсификации процесса выплавки, но вопрос, где осуществлялась добыча руды, оставался открытым..